# Хосеба Льоренте
Хосеба Льоренте Етшаррі (ісп. Joseba Llorente Etxarri; нар. 24 листопада 1979, Ондаррибія) — іспанський футболіст баскського походження.

## Клубна кар'єра
Хосеба Льоренте народився у містечку Ондаррибія, Країна Басків. Він є вихованцем клубу «Реал Сосьєдад», дебютував за основну команду 3 жовтня 1999 року проти клубу «Реал Сарагоса» (0:2 виїзна поразка). Однак, за чотири сезони Льоренте відіграв всього в 23 матчах, двічі відправлявшись в оренду до клубу Сегунди «Ейбар».
У сезоні 2005/06 Хосеба перейшов в «Реал Вальядолід», забивши 12 м'ячів в дебютному сезоні і 17 в наступному.
20 січня 2008 року у матчі Прімери проти «Еспаньйола» Льоренте забив найшвидший гол в історії чемпіонатів Іспанії (7,82 секунди), побивши попередній рекорд уругвайського форварда Даріо Сільви (8 секунд). У тому сезоні Хосеба в 29 років забив 16 голів і допоміг команді зберегти місце в елітному дивізіоні, зокрема забивши хет-трик у ворота Рекреатіво).
26 травня 2008 року Льоренте підписав чотирирічний контракт з «Вільярреалом». Він забив свій перший гол за новий клуб у переможному матчі проти «Нумансії» (2:1) 21 вересня. Рівно через місяць Хосеба забив три голи проти данського «Ольборга» в рамках Ліги чемпіонів (6:3 домашня перемога).
10 березня 2009 року після кількох хвилин на полі Льоренте забив переможний гол у ворота грецького «Панатінаїкоса» і приніс виїзну перемогу 2:1. Його перший сезон в «Вільярреалі» був дуже продуктивним, забивши 15 голів (кращий у команді), в тому числі і 2 м'ячі у ворота «Барселони» (3:3).
16 червня 2010 року після ще одного хорошого сезону в «Вільярреалі» Льоренте повернувся в «Сосьєдад», який саме повернувся в Ла ЛІгу, підписавши чотирирічний контракт на суму €2.5 млн. В його офіційному дебюті 29 серпня Хосеба віддав гольовий пас на Хаві Прієто у домашньому матчі проти своєї колишньої команди «Вільярреал». В середині січня 2011 року Льоренте зазнав травми спини і пропустив частину сезону.
Влітку 2012 року він був відданий в оренду в «Осасуну». 26 серпня 2012 року відкрив рахунок голам у Прімері за свій новий клуб у матчі проти «Барселони», який закінчився вольовою перемогою каталонців з рахунком 2:1. В кінці сезону Хосеба завершив ігрову кар'єру.